# Біскупський Михайло Михайлович
Миха́йло Миха́йлович Бі́скупський (* 7 лютого 1932, село Великі Трояни, нині Благовіщенського району Кіровоградської області) — український біолог, політик. Кандидат біологічних наук. Голова Партії вільних селян і підприємців України (до листопада 2005 року).

## Біографічні відомості
1958 року закінчив Одеський університет.
У 1958–1962 роках працював на Миронівській селекційній станції. У 1962–1965 роках був аспірантом Всесоюзного селекційно-генетичного інституту.
У 1981–1991 роках — завідувач лабораторії ідентифікації нових сортів і насіння Державної комісії з сортовипробовування. У 1991–1995 роках — агроном-консультант Асоціації фермерів України. Від 1995 року — президент асоціації «Украгросервісферм».
У березні 2006 року був кандидатом у народні депутати України від Українського народного блоку Костенка і Плюща (№ 43 в списку).